# Акида
Аки́да (араб. عقيدة‎ — убеждение, воззрение, кредо) — мусульманское вероубеждение, форма раскрытия имана, «символ веры». Представляет собой своеобразный фонд догматов, идей и представлений. Краткая акида является необходимым элементом традиционного мусульманского образования.

## Вера
Хотя самым важным для мусульманина является уверовать в сердце, для принятия в общину мусульман нужно произнести свидетельство веры (шахады) вслух, хотя Аллаху о вере человека будет известно и без этого. У суннитов свидетельством акиды является следование пяти столпам веры, у шиитов количество столпов отличается в зависимости от течения: исмаилиты насчитывают семь, у двунадесятников — десять. Если человек отрицает хотя бы один из основополагающих принципов ислама или не выполняет обязательных действий, указанных в столпах веры, он лишается акиды и может быть либо наказан Аллахом, либо прощён.

## Литературный жанр
Акидой также называют особый род литературы, появившийся в период активного сложения исламской догматико-правовой системы (VIII век), непосредственным предшественником которой явились написанные в жанре «опровержения» (радд) сочинения. В отличие от опровержений, носивших откровенно полемический характер, акида представляла собой сжатый, четкий текст прокламативного характера, в котором изложена позиция догматической школы или отдельного автора в основных вопросах исламской догматики и права (фикх). В основу жанра акиды положено «свидетельство веры» (шахада). Постулируемые в акиде положения предваряются формулами «необходимо уверовать в…» (аль-иман би…), «мы убеждены, что…» (на’такиду) и подобными им.
Текст одной из первых акид восходит к группе сирийских богословов (Умайя ибн ’Усман, Ахмад ибн Халид ибн Муслим, Мухаммад ибн ’Абдуллах), которые в начале VIII века выступили от имени суннитов (ахлю с-сунна валь-джама’а) с кратким изложением концепции веры. Расцвет жанра относится к периоду образования в исламе основных догматических школ (мазхаб). В IX—XI веках появились такие известные книги по акиде, как «аль-Фикх аль-акбар» и «Китаб аль-васия», приписываемые имаму Абу Ханифа, «Акида» ат-Тахави, а также ряд акид, принадлежавших перу виднейших представителям мутазилизма. В середине IX века с серией акид выступили багдадские традиционалисты, наиболее известными из которых являются шесть акид Ахмада ибн Ханбала. В X — начале XI века создаются первые ашаритские акиды (Акида аль-Аш’ари), антитрадиционалистская — «аль-'Акида ан-Низамия» аль-Джувайни, маликитская — «ар-Рисаля» Ибн Абу Зейда аль-Кайрувани.
С IX веке в акиды вводятся системы доказательств основных положений, которые включают особые «доксографические» части. Развитие исламской догматики и права в X веке привело к появлению сводов, получивших в мусульманской традиции название «акида» или «и’тикад». Эти своды включали изложение и обоснование главных догматических представлений, правовых, этических, ритуальных норм и правил. Наиболее значительные работы такого рода принадлежат Абу-ль-Хасану аль-Аш’ари (X век), Ибн Батта (X век), Абу Хамиду аль-Газали (XI век), аш-Шахрастани (XII век), Абду-ль-Кадиру аль-Джилани (XII век), Наджму-д-дину ан-Насафи (XIV век), Ибн Таймия (XIV век) и другим авторам.
Несмотря на появление развёрнутых сводов, простая и доступная краткая акида по-прежнему оставалась одной из главных форм публичного «провозглашения» основ веры. В XI веке она избирается для объявления «правоверия» от имени верховной власти («Кадиритский символ веры»).

## Книги по акиде
- Фикх акбар: В 2 т. Хайдерабад, 1903;
- Баян ас-сунна ва-ль-джама’а. Алеппо, 1924;
- аль-Акида ан-низамия. Каир, 1948;
- АБД АЛ-МАЛИК ‘АБД АР-РАХМАН АС-СА’ДИ — ИСЛАМСКОЕ ВЕРОУЧЕНИЕ